# تمارا جي
تمارا جي (بالإنجليزية: Isis Gee؛ بالبولندية: Isis Gee) هي كاتبة غنائية ومغنية أمريكية وبولندية، ولدت في 11 أكتوبر 1972 في سياتل في الولايات المتحدة.

## وصلات خارجية
- الموقع الرسمي
- تمارا جي على موقع IMDb (الإنجليزية)
- تمارا جي على موقع ميوزك برينز (الإنجليزية)
- تمارا جي على موقع ديسكوغز (الإنجليزية)